# Кохта
Кохта (груз. კოხტა, до 2010 года — Ахалики) — село в Грузии, на территории Цалкского муниципалитета края (мхаре) Квемо-Картли.

## География
Село находится в юго-восточной части Грузии, на левом берегу реки Храми, на расстоянии приблизительно 2 километров (по прямой) к востоку от города Цалка, административного центра муниципалитета. Абсолютная высота — 1555 метров над уровнем моря.

## Население
По результатам официальной переписи населения 2014 года в Кохте проживало 228 человек (119 мужчин и 109 женщин). В национальной структуре населения грузины составляли 73 %, азербайджанцы — 15 %, греки — 9 %.
| Год  | Население, человек |
| ---- | ------------------ |
| 2002 | 112                |
| 2014 | ↗ 228              |